# Vasile Christescu
Vasile Christescu (* 2. Januar 1902 in Bukarest; † 26. Januar 1939 dortselbst) war ein rumänischer Althistoriker und ein führender Aktivist der faschistischen Eisernen Garde.

## Leben
Christescu studierte von 1922 bis 1926 Alte Geschichte an der Universität Bukarest, wo er noch während seines Studiums von 1924 bis 1926 als Dozent tätig wurde. Seinen Studiengang schloss er mit dem Lizentiat ab. 1927 wurde er an derselben Universität mit der Arbeit Viaţa economică a Daciei romane (Das Wirtschaftsleben des römischen Dakiens) promoviert. Nach seiner Promotion folgten weitere Studienaufenthalte, von 1927 bis 1928 an der Universität Berlin und von 1930 bis 1931 an der Rumänischen Akademie in Rom, wobei er sich auf die Ökonomie und das Militär in der römischen Provinz Dakien spezialisierte. 1935 war er Gründungsmitglied der Berufsorganisation Colegiul Arheologic Român (C.A.R.) (Rumänisches Archäologisches Kolleg). Ende der 1920er sowie Anfang und Mitte der 1930er Jahre führte er archäologische Ausgrabungen am Limes Transalutanus im Allgemeinen sowie im Kastell Săpata de Jos und im Kastell Urlueni im Besonderen durch.
Politisch weit rechts stehend, gehörte er als Kommandant dem inneren Führungszirkel der Eisernen Garde an. Als solchem wurde ihm 1938 der Prozess gemacht, bei dem er zu neun Jahren Gefängnis verurteilt wurde. Es gelang ihm, im September desselben Jahres aus dem Gefängnis zu entfliehen und in Bukarest unterzutauchen. Am 26. Januar 1939 wurde er von Polizei- und Sicherheitskräften gestellt und getötet.

## Schriften (Auswahl)
Monographien
- Viaţa economică a Daciei romane. Tipografia Artistica, Piteşti 1929 (Neuauflage durch Editura Ars Docendi, 2004).
- Câteva observațiuni asupra unei inscripții romane din Drobeta.  Pitești 1929.
- Istoria militară a Daciei romane. Fundația Regele Carol I, Bucureşti 1937 (Neuauflage durch Editura Academiei Române, 2010).

Artikel
- Les stations préhistoriques du lac de Boian. In: Dacia. 2 (1925), S. 249–303.
- Les stations préhistoriques de Vădastra. In: Dacia. 3–4 (1927–1932), S. 167–225.
- Nouveaux monuments d’Apulum. In: Dacia. 3–4 (1927–1932), S. 618–625.
- Le trésor de monnaies de Săpata de Jos et la date du limes romain de la Valachie. In: Istros. 1 (1934), S. 73–80.
- Le « castellum » romain de Săpata de Jos. In: Dacia. 5–6 (1935–1936), S. 435–447.
- Dacia sub Hadrian și Antoninus Pius.  In: Convorbiri Literare. 69 (1936), S. 442–451.